# Aubenton
Aubenton – miejscowość i gmina we Francji, w regionie Hauts-de-France, w departamencie Aisne.
Według danych na styczeń 2014 roku gminę zamieszkiwało 707 osób, a gęstość zaludnienia wynosiła 29,8 osób/km².

## Osoby związane z Aubenton
- Jean Mermoz